# Seznam škol a školských zařízení litoměřické diecéze
Seznam škol a školských zařízení, která na území litoměřické diecéze zřizuje či dozoruje římskokatolická církev.

## Mateřské školy
- Mateřská škola sv. Zdislavy Litoměřice (zřizovatel: Biskupství litoměřické)
- Mateřská škola Bohosudov (zřizovatel: Biskupství litoměřické)

## Základní školy
- Základní škola Antonína Bratršovského Jablonec nad Nisou (zřizovatel: Biskupství litoměřické)[1]
- Základní škola při Biskupském gymnáziu Bohosudov (Krupka, zřizovatel: Biskupství litoměřické)
- Křesťanská základní škola Nativity (Děčín, zřizovatel: Česká provincie Tovaryšstva Ježíšova)

## Střední školy
- Biskupské gymnázium Bohosudov (Krupka, zřizovatel: Biskupství litoměřické)
- Gymnázium Varnsdorf (1996–2006 Biskupské gymnázium Varnsdorf; zřizovatel: Biskupství litoměřické)

## Ostatní školská zařízení
- Salesiánské středisko mládeže (Rumburk-Jiříkov) (zřizovatel: Salesiáni Dona Bosca)
- Salesiánské středisko Štěpána Trochty - dům dětí a mládeže (Teplice, zřizovatel: Salesiáni Dona Bosca)
- Středisko mládeže Bohosudov – dům dětí a mládeže (Krupka, zřizovatel: Salesiáni Dona Bosca)